# Belida chaetoneura
Belida chaetoneura är en tvåvingeart som först beskrevs av Daniel William Coquillett 1897.  Belida chaetoneura ingår i släktet Belida och familjen parasitflugor. Inga underarter finns listade i Catalogue of Life.